# Булгаково (Уфимський район)
Булга́ково (рос. Булгаково, башк. Булгаков) — село у складі Уфимського району Башкортостану, Росія. Адміністративний центр Булгаковської сільської ради.
Населення — 3591 особа (2010; 2970 в 2002).
Національний склад:
- росіяни — 61 %